# Crassula sinclairii
Crassula sinclairii (лат.) — вид суккулентных растений рода Толстянка (Crassula) семейства Толстянковые (Crassulaceae), эндемично произрастающий на территории Новой Зеландии.

## Название
Родовое латинское название Crassula происходит от латинского слова crassus, — «толстый», в основном из-за присутствия у растений этого рода сочных листьев.

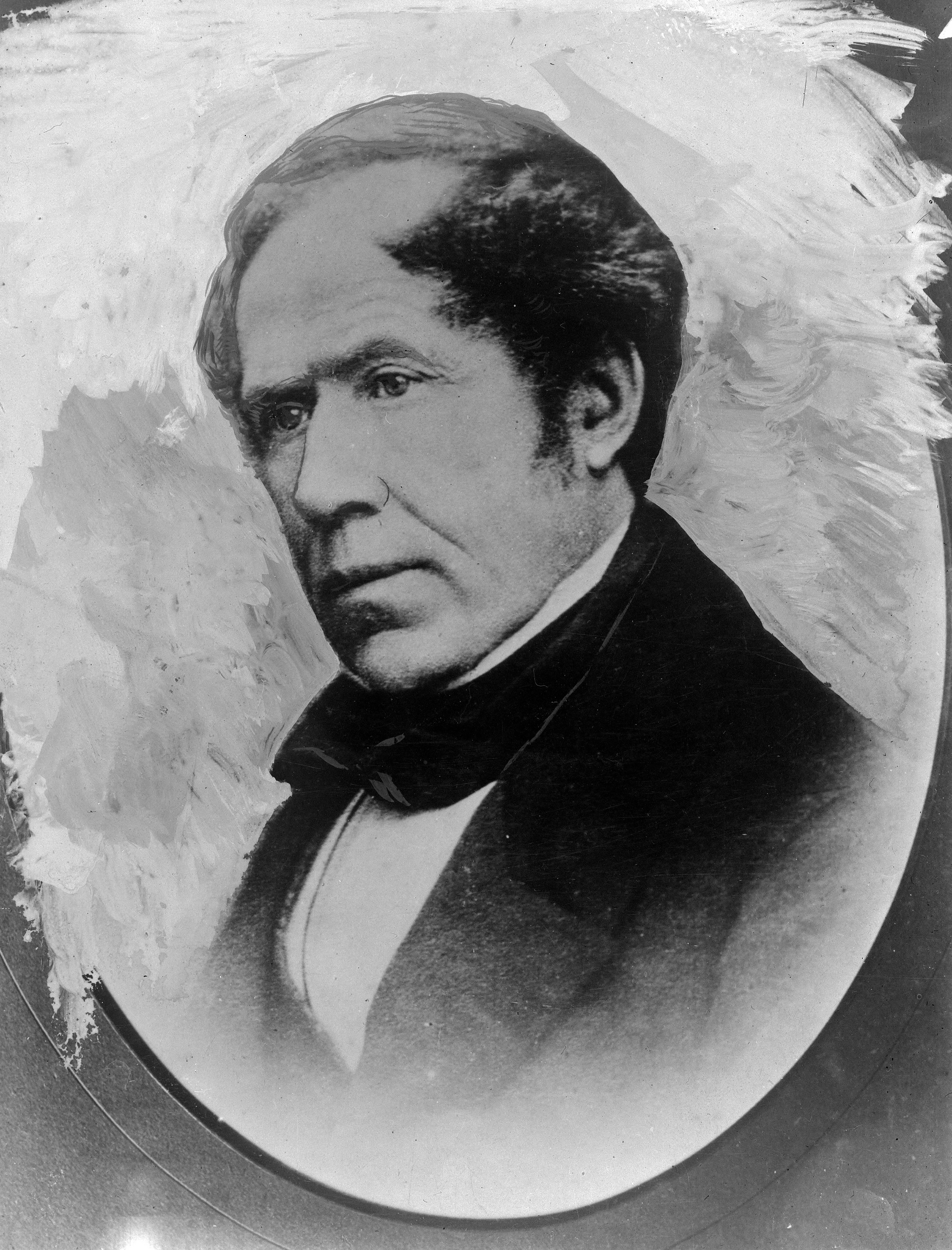
Эндрю Синклер

Видовой латинский эпитет sinclairii дан в честь доктора Эндрю Синклера (англ. Andrew Sinclair, 1796–1861), британского врача и коллекционера растений, занимавшего должность министра по делам колоний в Новой Зеландии в 1844–1856 годах.

## Ботаническое описание
Многолетнее травянистое растение, образующее от мелких до крупных тонконитевидные коврики. Стебли почти стелющиеся, за исключением слегка восходящих кончиков, свободно укореняются в узлах и сильно разветвлены. Листья сросшиеся при основании, размером 0,5-2,0 × 0,2-0,5 мм, толщиной около 0,2 мм, ланцетно-продолговатые, ланцетно-эллиптические или обратноланцетные, сверху уплощенные, снизу сильно выпуклые; вершина острая.
Цветки одиночные в пазухах нижних конечностей, звездчатые, четырехчленные, сладко ароматные, диаметром 2,5-3,5 мм; цветоножки длиной 0,5-3,0 мм, при плодоношении мало удлиняются. Доли чашечки размером 0,4-0,6 × около 0,4 мм, широкояйцевидные, тупые или подострые. Лепестки размером 1,0-1,8 × 0,5-0,9 мм, широкояйцевидные или треугольно-яйцевидные, белые, часто румяные, тупые. Листовки гладкие. Семена длиной 0,30-0,45 мм. Цветение с октября по март, плодоношение с ноября по июнь.

## Распространение и экология
Среда обитания: от прибрежной до высокогорной, обитает в воде рек с медленным течением, ручьев, прудов и озер, а также в солоноватых лагунах и водных путях. Обычно встречается в местах, где большую часть года находится под водой.

## Таксономия
Crassula sinclairii (Hook.f.) A.P.Druce & Given, первое упоминание в New Zealand J. Bot. 22: 583 (1984 publ. 1985).

### Синонимы
Гомотипные (основанные на одном и том же номенклатурном типе):
- Tillaea sinclairii Hook.f.

Гетеротипные (основанные на разных номенклатурных типах):
- Tillaea novae-zelandiae Petrie